# Wola Trębska-Parcel
Wola Trębska-Parcel (prononciation : [ˈvɔla ˈtrɛmpska ˈpart͡sɛl]) est un village polonais de la gmina de Szczawin Kościelny dans le powiat de Gostynin de la voïvodie de Mazovie dans le centre-est de la Pologne.

## Histoire
De 1975 à 1998, le village appartenait administrativement à la voïvodie de Płock.